# میلو (کوسکو)
میلو (به اسپانیایی: Millo) یک کوه در پرو است که در Peru, Cusco Region, Puno Region واقع شده‌است. میلو ۵٬۵۰۰ متر بالاتر از سطح دریا واقع شده‌است.